# Халактырский пляж
Халактырский пляж — одна из достопримечательностей Камчатского края: пляж на берегу Тихого океана вблизи Петропавловска.

## Описание
Протяжённость пляжа от мыса Сигнального до устья реки Налычева составляет больше 50 км.
К настоящему моменту толща чёрного песка достигает 20 метров. Песок представляет собой залежи минеральных титано-магнетитов.
Халактырский пляж известен чёрным песком и панорамой Корякского, Авачинского и Козельского вулканов.
Вулканический песок состоит из ценных металлов — железа, титана и ванадия, а на прибрежной лесотундре по всей протяжённости пляжа раскинулись поля брусники, шикши и жимолости.
Вдоль северной части Халактырского пляжа на глубинах до 20 м расположен район с максимальными концентрациями биомассы.
Точка отдыха для туристов и жителей города.
В 2024 году единственный из всех российских пляжей вошёл в ТОП-100 лучших пляжей мира (92 место) по версии рейтинга Golden Beach Award.

## Геология
Халактырское месторождение песков расположено в 15 км к северо-востоку от г. Петропавловска-Камчатского и представляет собой береговую полосу Тихоокеанского пляжа длиной 43 км от р. Халактырки до озера Налычева.
Ширина полосы 800—1000 м мощность отложений песка от 2 до 9 м при среднем значении 4,7 м.
Крупность песка изменяется в сторону увеличения: сверху вниз по разрезу — от мелкозернистого и среднезернистого к крупнозернистому и гравийно-галечным отложениям.
Халактырские пески — это преимущественно темноцветные минералы: пироксеном, роговой обманкой, оливином и в меньшей степени — полевым шпатом и кварцем. Повышено содержание окисей железа — до 14,5 % и двуокиси титана — до 9,2 %.
Вредные материалы отсутствуют. Песок очень мелкий, с модулем крупности 1,6 и небольшим содержанием мелкозема.
Преобладают фракции 0,14-0,63 мм — 93,3 %, в том числе 0,315-0,63 — 50,6 %.
Имеет следующие характеристики: Насыпная плотность 1700 кг/м3, плотность 2,9 г/см3, пористость 42,1 %.
Пылевидные и глинистые частицы, а также органические примеси практически отсутствуют. Содержание 803<0,1 %.
Средняя гидравлическая активность песка составляет 18 мг СаО/г добавки.
В результате проведённых лабораторных испытаний установлено, что пески Халактырского месторождения после обогащения фракциями 5-2.5, 2.5-1.25 пригодны для использования их в качестве мелкого заполнителя для лёгких бетонов.

Дополнительные фотоматериалы с Викисклада
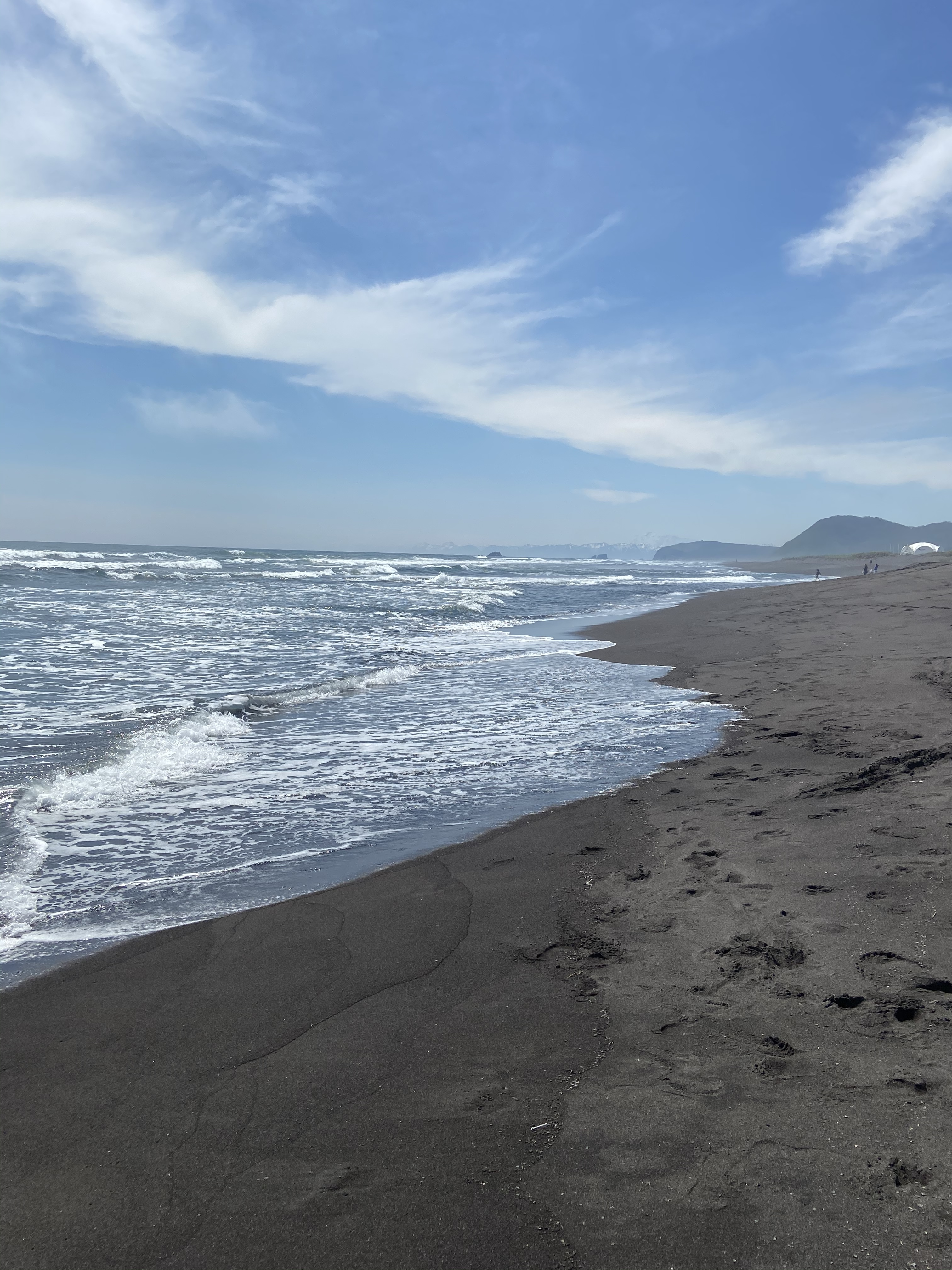
Небольшие волны набегают на пляж
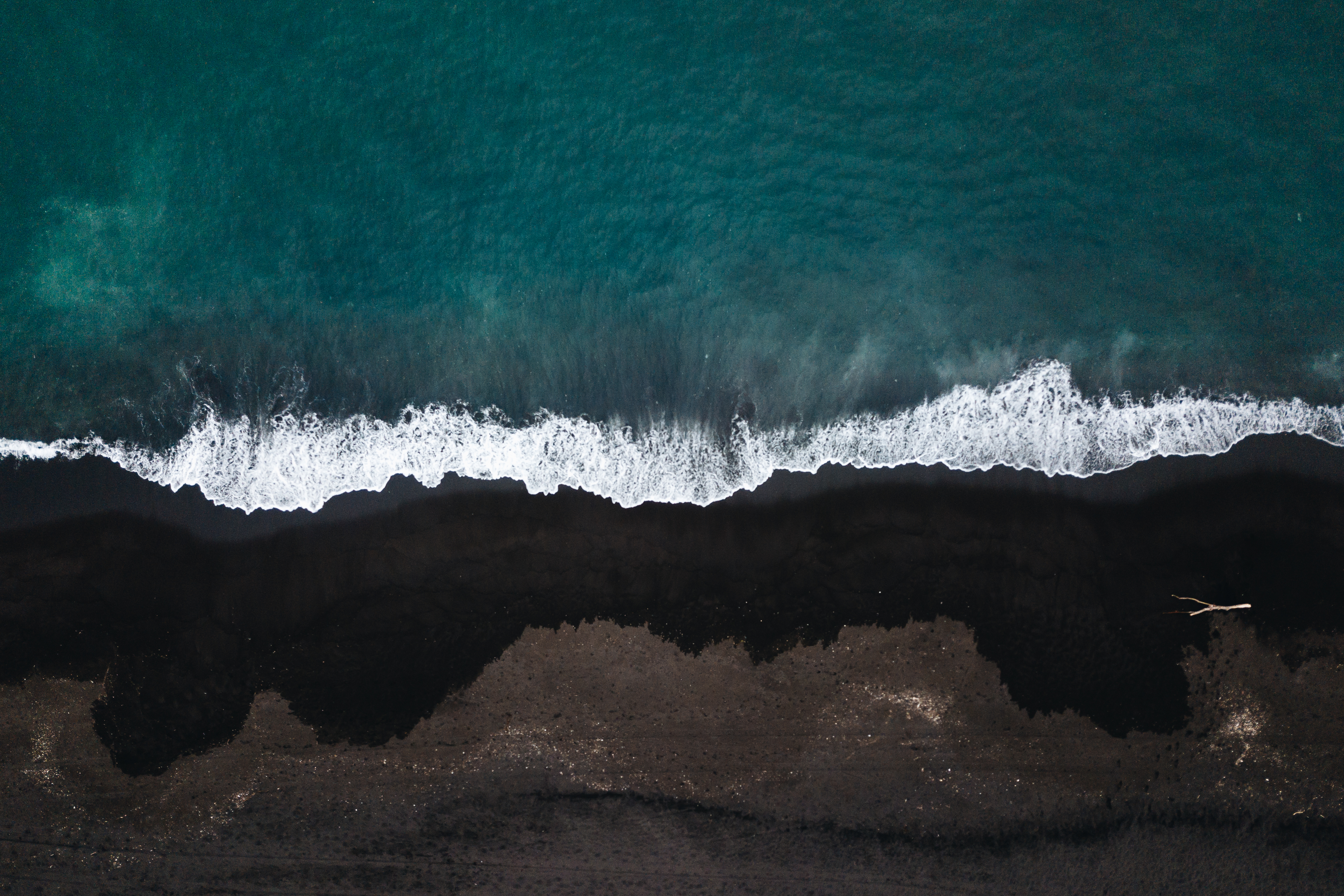
Вид сверху на пляж с чёрным вулканическим песком и на волны Тихого океана.
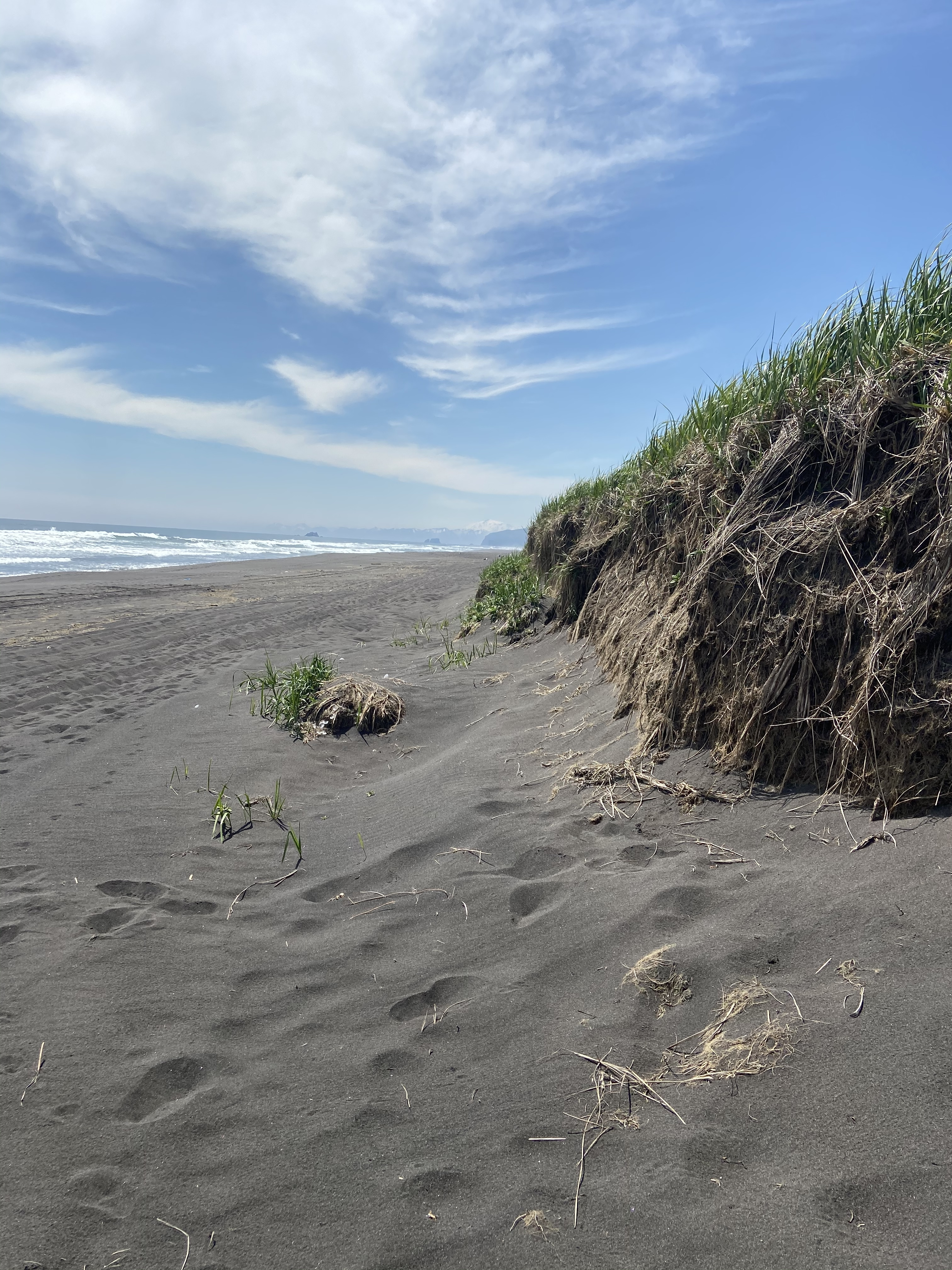
Склон, поросший растительностью

## Транспортная доступность
Пляж находится всего в 15 км от Петропавловска-Камчатского. На пляж ведёт грунтовая дорога.

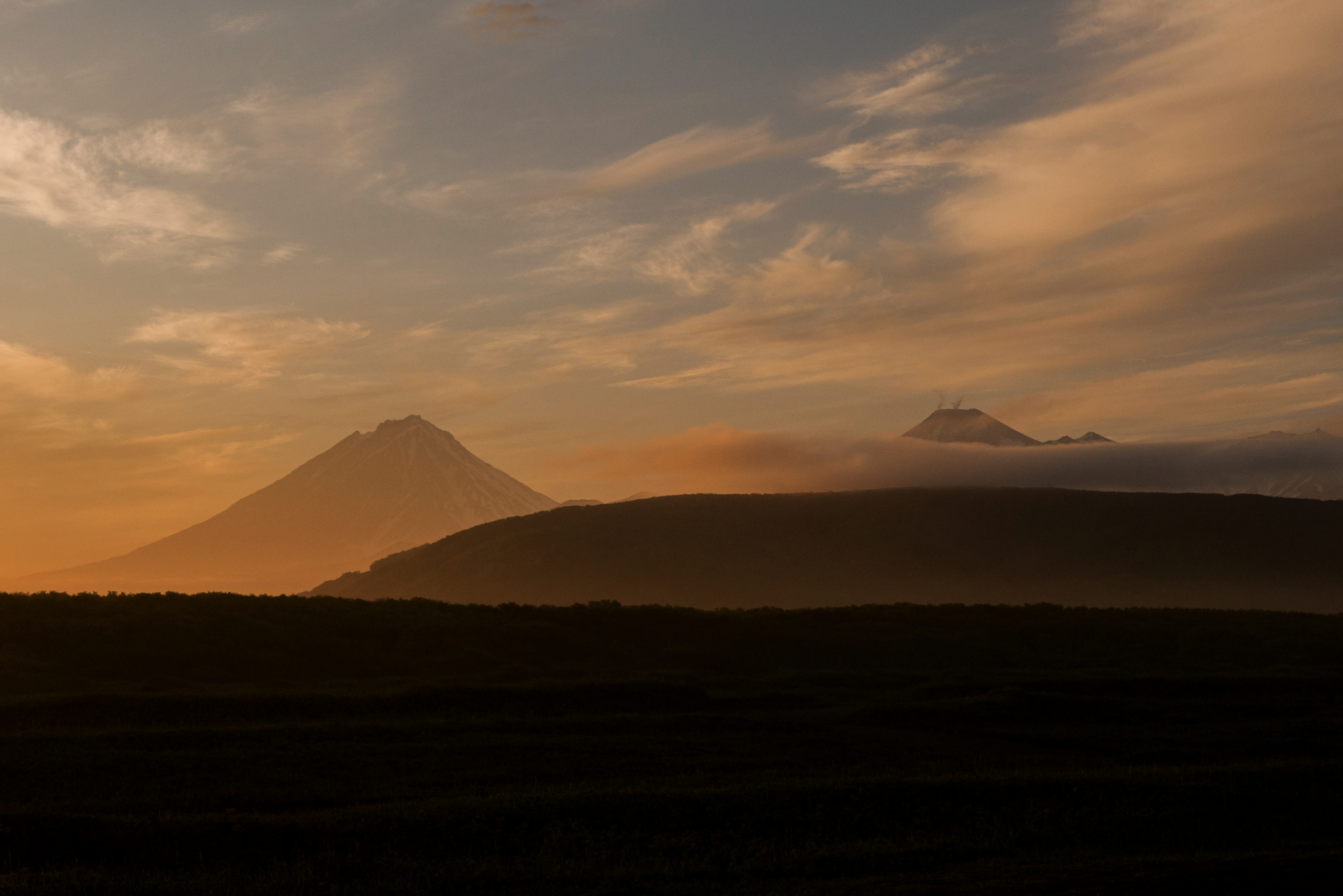
Вид с пляжа на вулканы